# Février 1780

## Événements
- 19 février : l'État de New York cède sur sa prétention (en) de possession de l'ouest du lac Ontario.

- 27 février, France : constitution d'une ligue des Neutres qui reconnaît la liberté de navigation.

## Naissances
- 5 février : Thomas Turton (mort en 1864), mathématicien britannique.
- 12 février : Éléonor-Zoa Dufriche de Valazé, général français.
- 15 février, Alfred Edward Chalon, peintre suisse († 3 octobre 1860)

## Décès
- 2 février : Louis-Guillaume de Lafolie (né en 1739), physicien et chimiste français.
- 14 février : Gabriel de Saint-Aubin, peintre, dessinateur et aquafortiste français (° 14 avril 1724).